# 텔레뱅킹
텔레뱅킹(영어: telephone banking)은 은행 또는 기타 금융기관이 고객에게 현금이나 수표와 같은 금융상품을 포함하지 않는 다양한 금융 거래를 전화를 통해 수행할 수 있도록 제공하는 서비스로, 은행 지점이나 자동 입출금기를 방문할 필요가 없다. 폰뱅킹(phone banking)이라고도 한다.

## 역사
텔레뱅킹은 1980년대에 상업적으로 사용 가능해졌으며, 영국의 자이로뱅크가 1984년에 전용 텔레뱅킹 서비스를 시작하면서 처음 도입되었다. 텔레뱅킹은 1980년대와 1990년대 초에 성장을 보였고, 초기 다이렉트 뱅크들이 활발히 사용했다. 그러나 2000년대 초 온라인 뱅킹의 발전은 인터넷 뱅킹에 유리하게 텔레뱅킹 사용의 장기적인 감소를 시작했다. 2010년대 모바일 뱅킹의 등장은 텔레뱅킹 사용을 더욱 감소시켰다.

## 운영
금융기관의 텔레뱅킹 시설을 이용하려면 고객은 먼저 해당 기관에 서비스 등록을 해야 한다. 고객은 고객 번호(계좌 번호와는 다름)를 부여받고, 고객 인증을 위해 비밀번호 (다양한 이름으로 불림)를 받거나 설정할 수 있다.
고객은 은행에서 설정한 특별 전화번호로 전화하고 고객 번호, 숫자 또는 구두 비밀번호, 또는 실시간 고객 서비스 담당자가 묻는 보안 질문을 통해 신원을 인증한다. 이 서비스는 대화식 음성 응답 기능, DTMF 기술, 또는 실시간 고객 서비스 담당자를 사용하는 자동화된 시스템을 통해 제공될 수 있다.
인도에서는 주요 은행들이 특정 작업(잔액 확인 또는 송금 수행 등)에 할당된 부재중 전화 번호를 활용하는 텔레뱅킹의 변형을 제공한다.

## 같이 보기
- 은행 계좌
- 모바일 뱅킹
- 온라인 뱅킹